# Leptogenys ergatogyna
Leptogenys ergatogyna är en myrart som beskrevs av Wheeler 1922. Leptogenys ergatogyna ingår i släktet Leptogenys och familjen myror. Inga underarter finns listade i Catalogue of Life.

## Bildgalleri

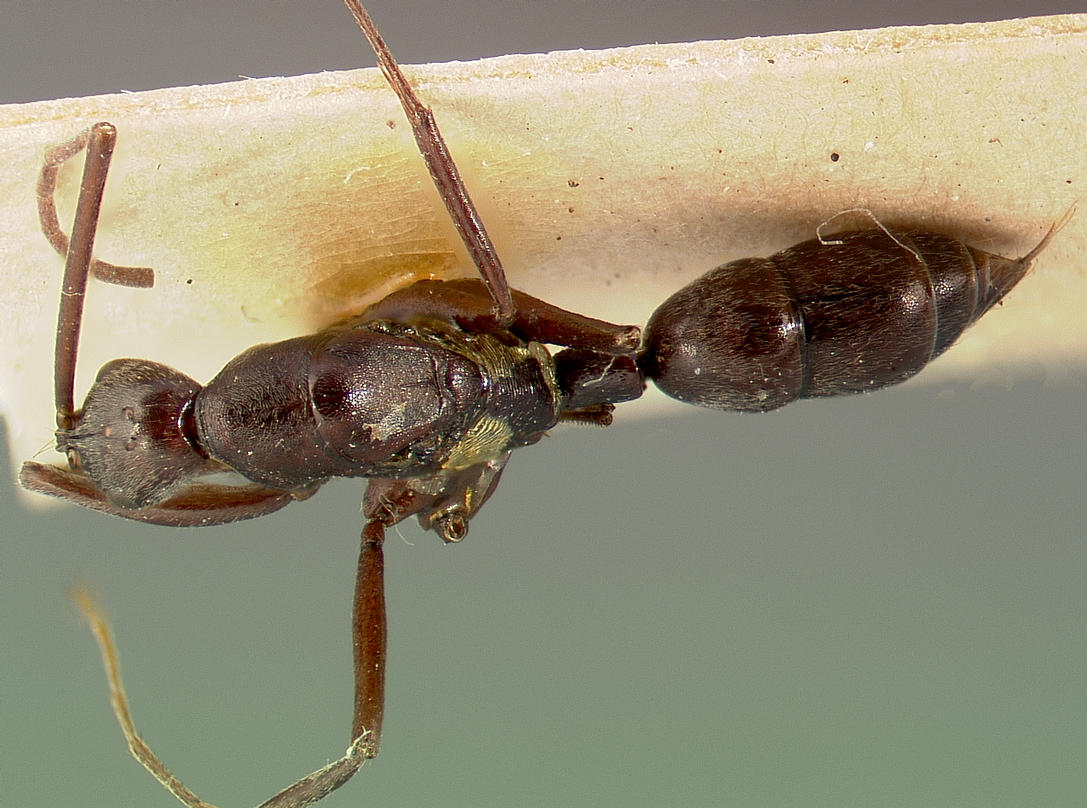
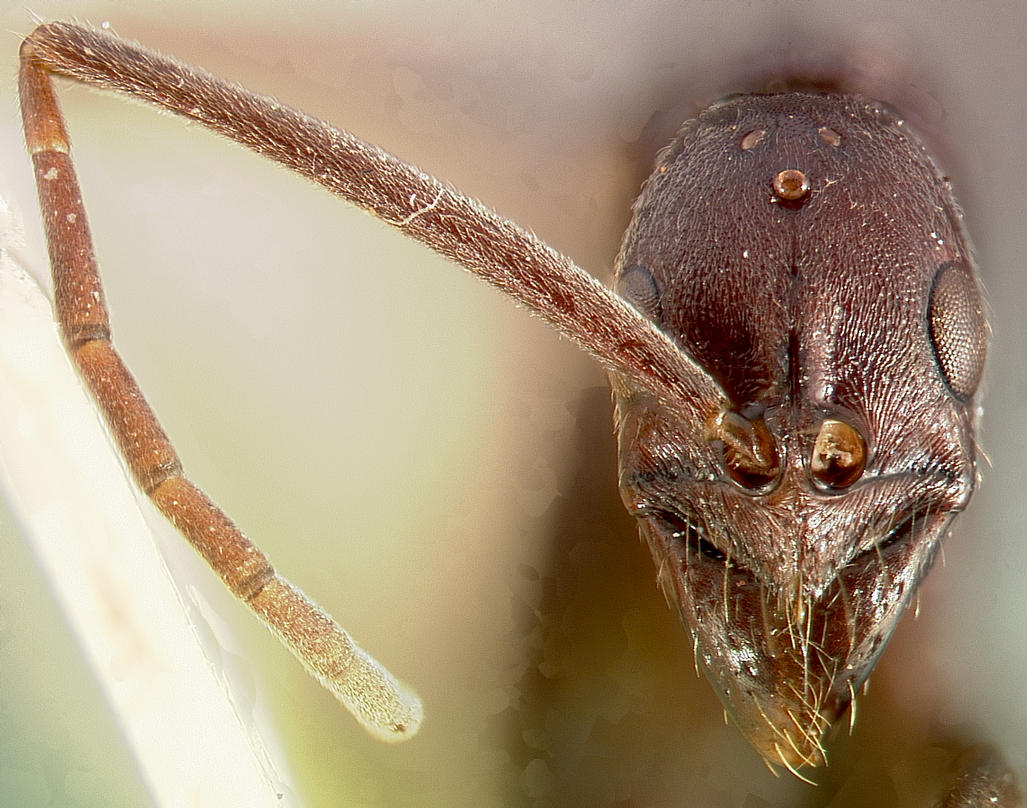
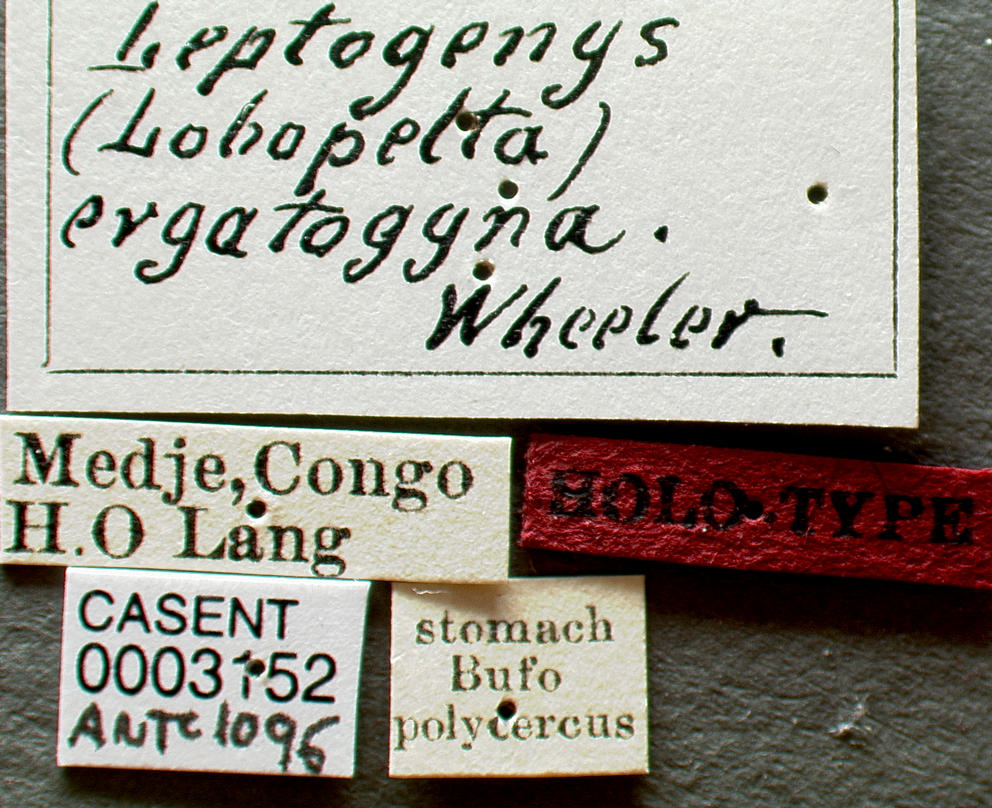
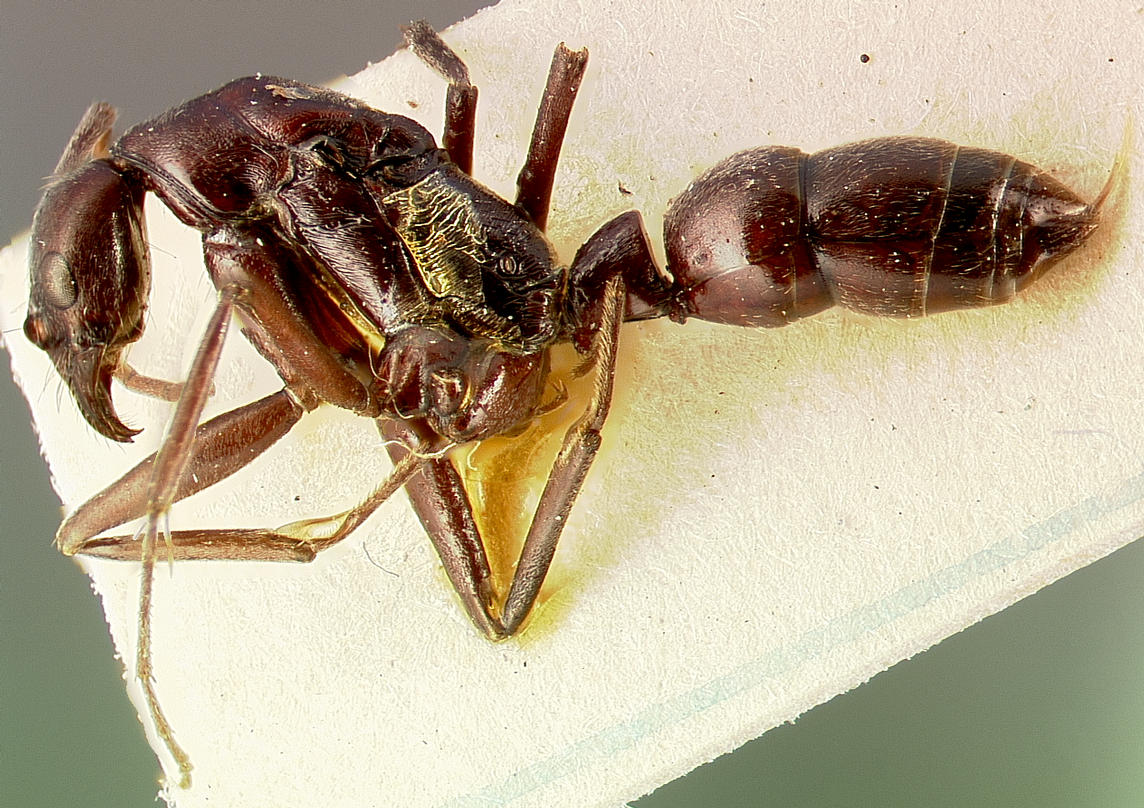
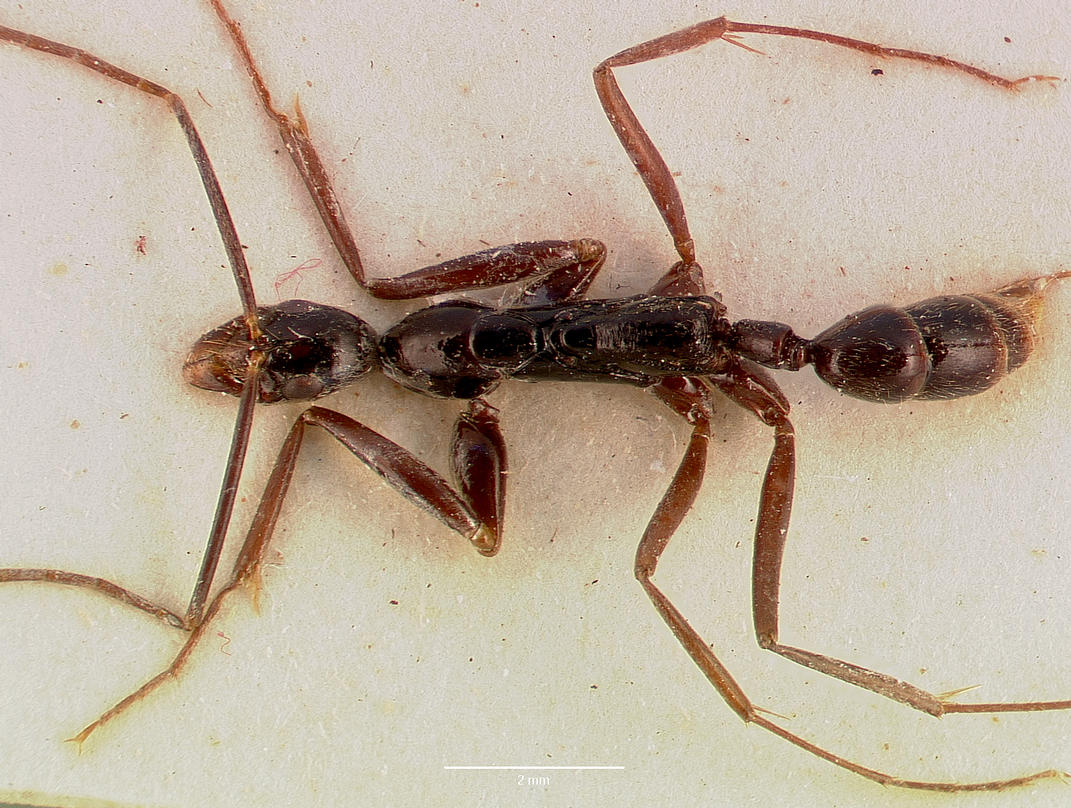
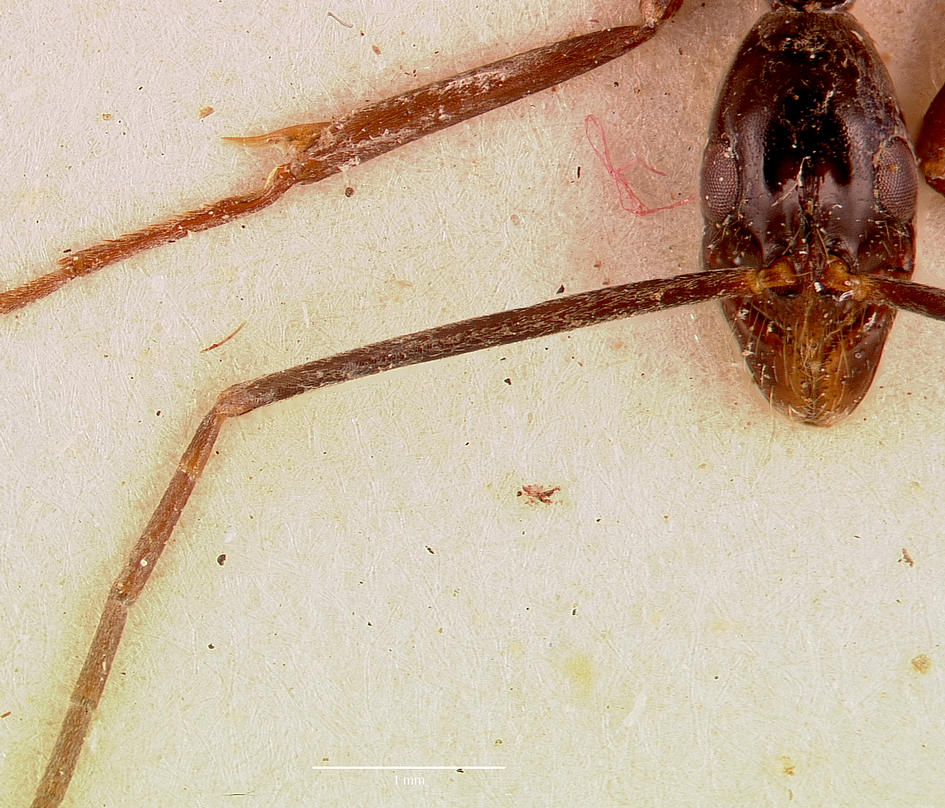